# Pseudagrion apicale
Pseudagrion apicale – gatunek ważki z rodziny łątkowatych (Coenagrionidae).